# Theodor Bradsky
Wenzel Theodor Bradsky (Rakonitz, Bohèmia, 17 de gener de 1833 - 10 d'agost de 1881) fou un compositor bohemi.
Acabada la seva carrera musical a Praga i havent format part de la capella de la catedral de Berlín, el 1874 fou nomenat compositor de la cort pel príncep Jordi de Prússia, la qual obra Jolanthe hi havia posat ell la música.
A més d'alguns cants i composicions corals, va escriure diverses òperes que no aconseguiren gran èxit i entre les quals mereixen mencionar-ne:
- Roswitha (Dessau, 1860);
- Jarmilla (Praga, 1879);
- Der Rattenfänger von Hameln (Berlín, 1881);
- Der Heirats-zwang, Die Braut des Waffenschmieds i Das Krokodil.